# Markham, Illinois
Markham är en stad (city) i Cook County, i delstaten Illinois, USA. Enligt United States Census Bureau har staden en folkmängd på 12 562 invånare (2011) och en landarea på 13,7 km².